# زیگفرید شورنبرگ
زیگفرید شورنبرگ (آلمانی: Siegfried Schürenberg; ۱۲ ژانویهٔ ۱۹۰۰ – ۳۱ اوت ۱۹۹۳) یک هنرپیشه اهل آلمان بود. وی بین سال‌های ۱۹۳۳ تا ۱۹۷۴ میلادی فعالیت می‌کرد.
از فیلم‌ها یا برنامه‌های تلویزیونی که وی در آن نقش داشته‌است می‌توان به پل و قدیمی‌ترین حرفه اشاره کرد.